# Trigonisca townsendi
Trigonisca townsendi (лат.) — вид безжальных пчёл из трибы Meliponini семейства Apidae. Не используют жало при защите. Хотя жало у них сохранилось, но в сильно редуцированном виде. Вид был впервые описан в 1911 году американским энтомологом Теодором Коккереллем (Theodore Dru Alison Cockerell; 1866—1948).

## Распространение
Неотропика: Перу (Piura, Tumbes).

## Описание
Предположительно инквилин в гнёздах Trigonisca frontalis (=Plebeia frontalis (Friese)).